# Rover 100
La Rover 100 est une citadine fabriquée par l'ancien constructeur automobile britannique Rover de 1990 à 1998 à Longbridge près de Birmingham. Elle était destinée à succéder l'Austin Metro des années 1980, dont elle est une version restylée.
Au Royaume-Uni, la voiture a comme dénomination Rover Metro jusqu'à la fin 1994.

## Historique

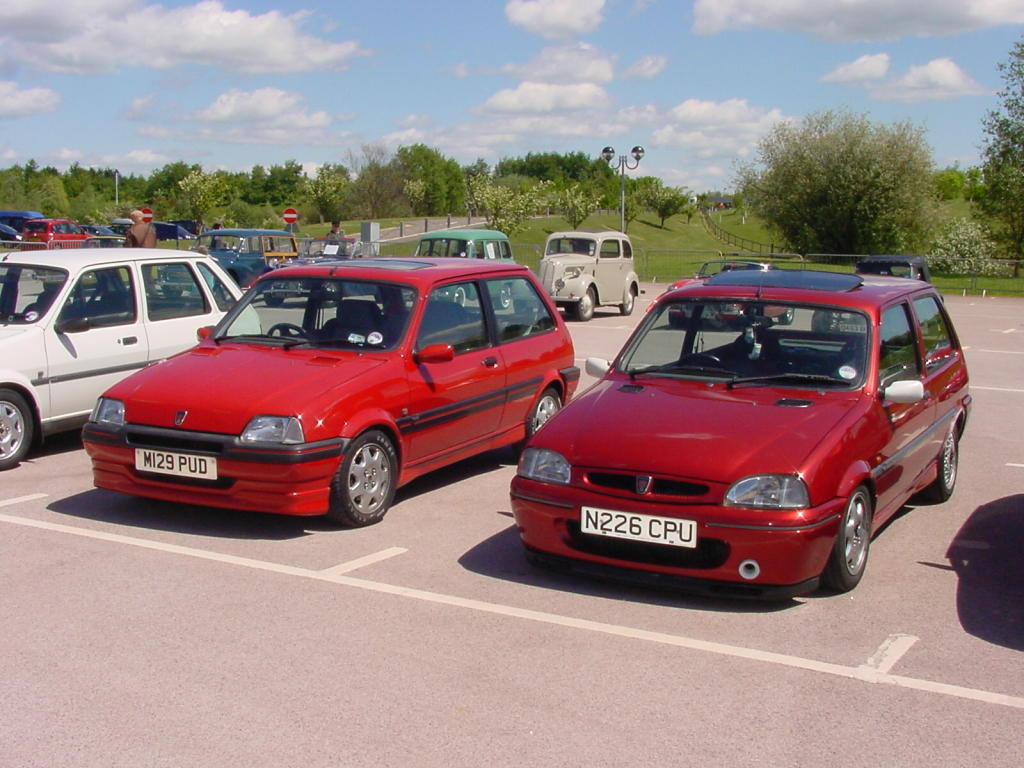
Rover 100 Phase 1 et 2.

### Lancement
Le lancement de la Rover 100 intervient au cours de l'année 1990. La voiture n'est pas vraiment nouvelle puisqu'il s'agit d'une Austin Metro de 1980 rebadgée et restylée. Au Royaume-Uni, la voiture s'appellera d'ailleurs « Rover Metro » bien que nommée « Rover 100 » sur tous les marchés à l'exportation, jusqu'au restylage de 1994 où elle s'alignera sur ces derniers.

### Phase 1
La Rover 100 reçoit un profond restylage par rapport à l'Austin Metro. La face avant accueille un nouveau pare-chocs, une nouvelle calandre et des projecteurs revus, tandis que la partie arrière se dote d'un nouveau pare-chocs et de feux redessinés. Si l'ensemble fait plus moderne, il peine à faire oublier l'âge de la voiture qui sert de base, d'autant que l'intérieur n'a pas été revu, à l'exception de l'arrivée d'un nouveau volant, un habillage plus arrondi des commandes et de la casquette des instruments.
Les vrais changements sont plutôt à chercher du côté de la mécanique. La Rover 100 adopte de tous nouveaux moteurs en alliage, mis au point par Rover, le Série-K, remplaçant les anciens blocs en fonte (moteur A+) de l'Austin Metro. Parallèlement, elle adopte enfin une boîte de vitesses à cinq rapports, d'origine PSA, sur les versions haut de gamme. La 100 recevra quelques mois après son lancement l'appui d'une version Diesel. Un cabriolet 2 portes s'ajoute aux autres carrosseries en 1994.
La suspension est également revue : la 100 utilise toujours, comme la Metro, le système Hydragas, mais dans une version améliorée qui lui procure un meilleur confort que sa devancière, plutôt ferme.

Rover 100 (phase 1)
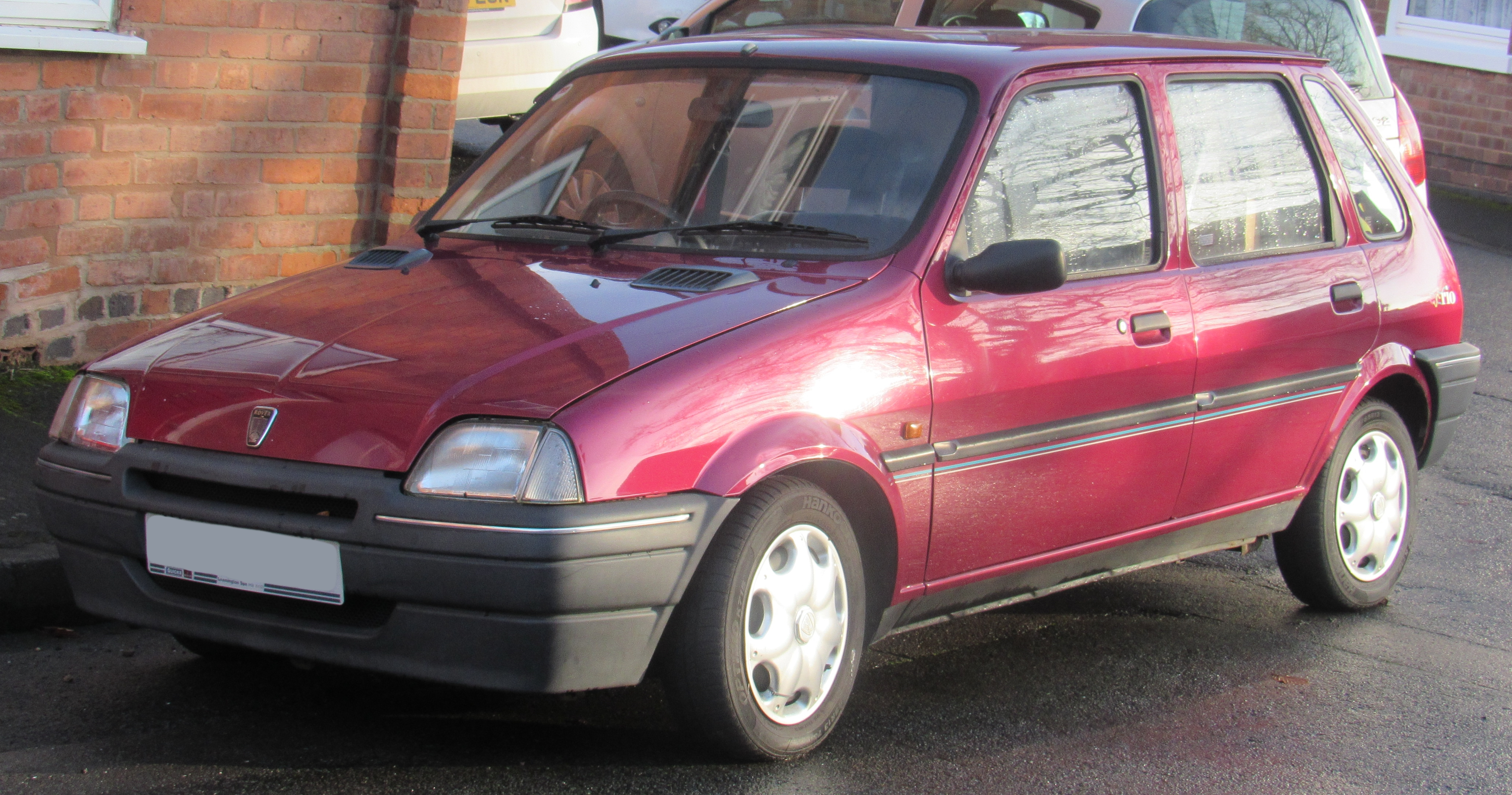
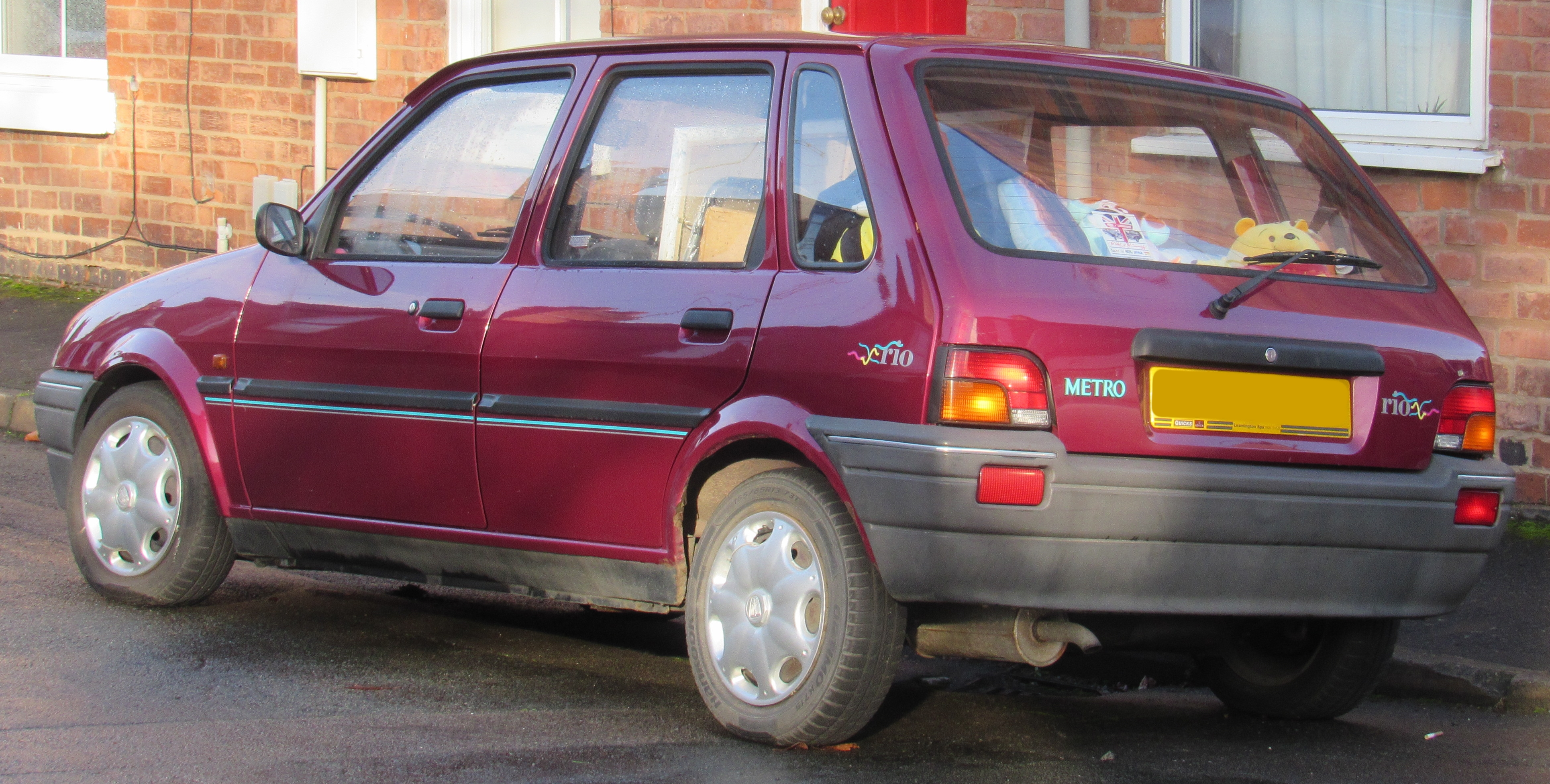

### Phase 2
En décembre 1994, la Rover 100 est à nouveau restylée. Pour la mettre en conformité avec l'identité visuelle de la gamme Rover de l'époque, elle reçoit une nouvelle calandre, des projecteurs avant arrondis et un nouveau pare-chocs. En outre, sécurité oblige, elle peut désormais recevoir en option un coussin gonflable de sécurité (« airbag ») conducteur. Malgré le restylage et les nombreuses séries spéciales, la Rover 100 a de plus en plus de mal à masquer son âge. Son équipement simpliste et l'absence même en option de l'ABS ou de la direction assistée trahissent sa conception remontant aux années 1970. Si le niveau des ventes reste honorable au Royaume-Uni, à l'étranger, il n'en va pas de même puisque la 100 se retrouve confrontée à des concurrentes bien plus modernes et mieux équipées comme la Renault Twingo I.

Rover 100 (phase 2)
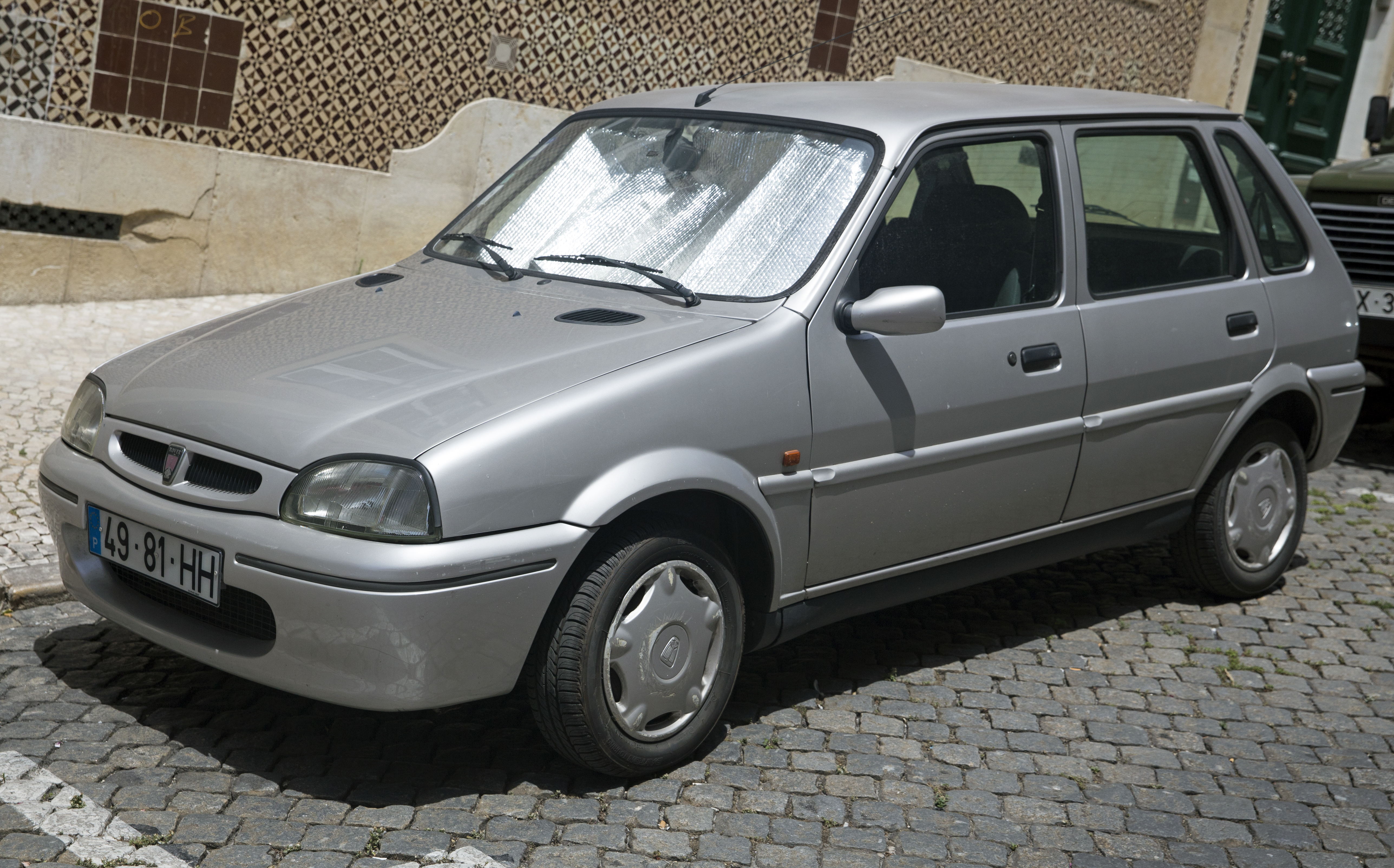
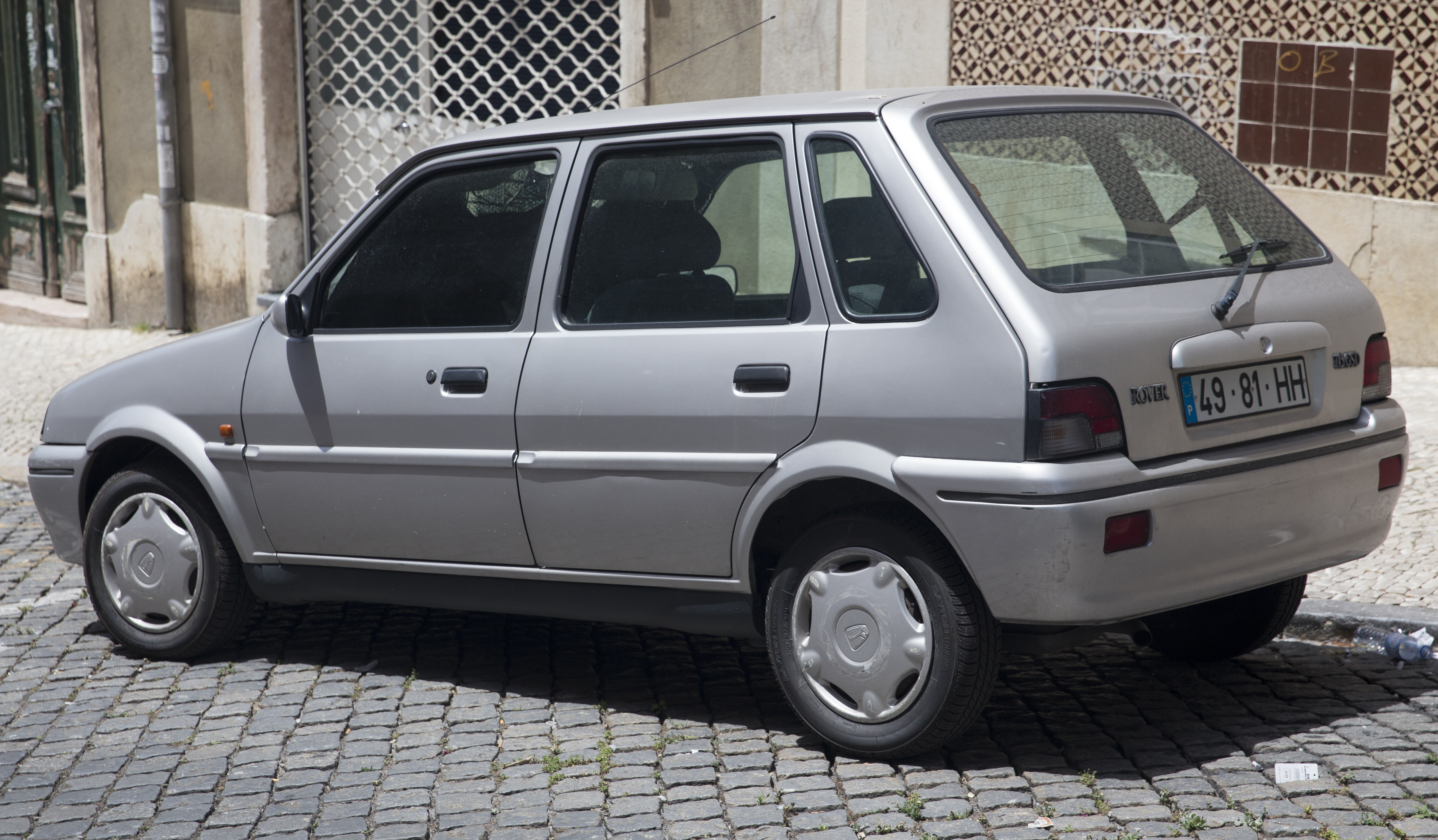

### Fin de carrière
Au fur et à mesure que le temps passe, la Rover 100 a de plus en plus de mal à trouver sa clientèle. En juillet 1996, la gamme est réduite à une unique finition, Kensington. Dans un premier temps uniquement disponible en trois portes, la carrosserie cinq portes fait son retour au catalogue en juillet 1997. Uniquement motorisée par un 1,1 L développant 60 ch, cette version annonce la fin de carrière de la 100. Offrant un bon rapport prix/équipement, la 100 se dote ainsi de vitres électriques, d'une sellerie et d'enjoliveurs extérieurs spécifiques. Le prix reste un argument majeur par rapport à la concurrence. En options, la Rover 100 propose une peinture métallisée et un airbag conducteur
En août 1997, la série limitée « Kensington » change de nom et devient « Chelsea », recevant au passage un insert en bois sur la planche de bord. Les prix sont nettement supérieurs à la version qu'elle remplace. C'est avec la Chelsea que la Rover 100 prendra sa retraite en juin 1998, après dix-huit ans de carrière, 2 078 218 exemplaires auront été construits, en incluant l'Austin Metro lancée en 1980 et la version sport de MG.
Elle ne sera que partiellement remplacée par la déclinaison en trois portes de la Rover 200 puis de manière très furtive par la Rover CityRover en 2003, en fait une Tata Indica indienne revue et corrigée par Rover.

### Résumé de la 100
- Septembre 1990 : lancement du modèle.
- Fin 1990 : commercialisation du modèle.
- 1994 : lancement de la version cabriolet.
- Janvier 1995 : lancement et commercialisation de la Phase 2.
- Décembre 1997 : arrêt définitif de la production.
- Juin 1998 : arrêt définitif de la commercialisation.

| Générations                           | Production | Dérivés de chez Rover / MG / Austin | Modèles similaires                                                              |
| ------------------------------------- | ---------- | ----------------------------------- | ------------------------------------------------------------------------------- |
| Rover 100 Phase 1 (09/1990 - 12/1994) |            | Aucun                               | Citroën AX ; Ford Fiesta MkIII ; Nissan Micra ; Peugeot 205 ; Renault Supercinq |
| Rover 100 Phase 2 (01/1995 - 1998)    |            | Aucun                               | Citroën Saxo ; Ford Fiesta MkIV ; Nissan Micra ; Peugeot 106 ; Renault Twingo I |

## Les différentes versions
Légende couleur : Essence ; Diesel

### Carrosseries
Berline 3 portes
- Carrosserie standard de la gamme.

Berline 5 portes
- Déclinaison.

Cabriolet

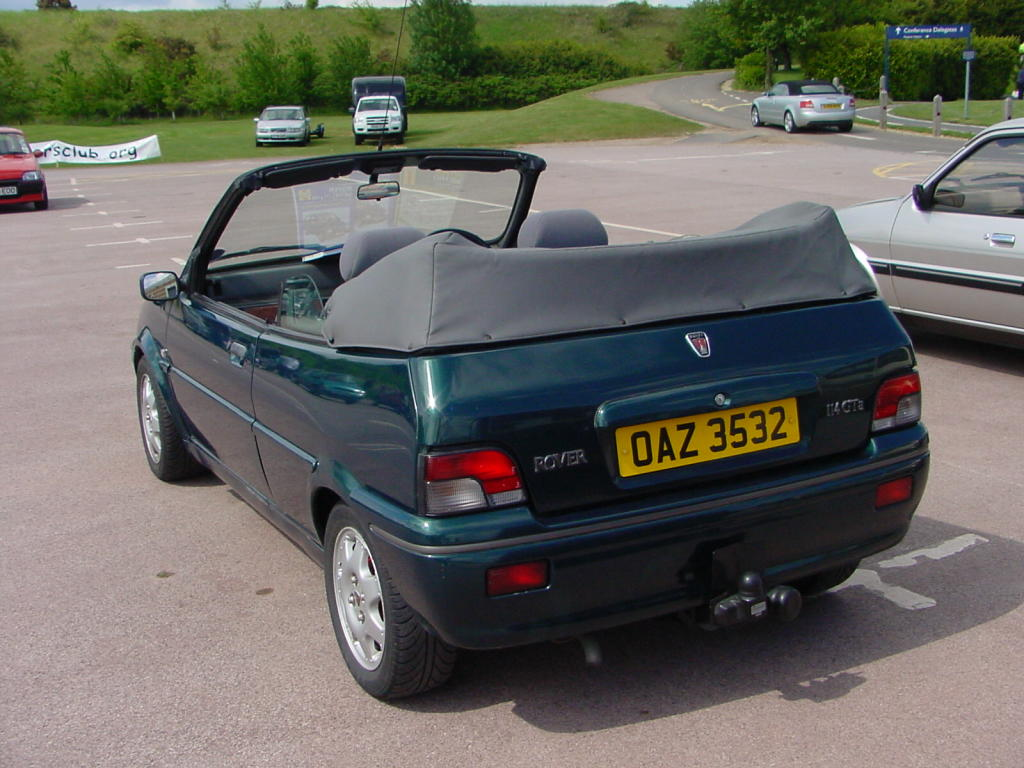
Rover 114 GTa Cabriolet.

- Carrosserie cabriolet, en 2 portes uniquement.

### Finitions
Lors de la présentation de la Série 100, la gamme destinée au marché anglais prévoyait 7 finitions : 
- C (3/5 portes) : modèle de base de la gamme, disponible uniquement avec la boîte manuelle à 4 rapports (5 en option) et avec le moteur 1,1 L à carburateur (Rover 100 1.1 C).
- L (3/5 portes) : un peu plus équipé, disponible uniquement avec la boîte manuelle à 5 rapports et avec le moteur 1,1 L à carburateur (Rover 100 1.1 L).
- S (3/5 portes) : avec un léger caractère sportif, il n'était disponible qu'avec la boîte manuelle à 5 rapports et le moteur 1,1 L à carburateur (Rover 100 1.1 S).
- SL (3/5 portes) : modèle moyen-haut de gamme, disponible uniquement avec la boîte manuelle à 5 rapports et avec le moteur 1,4 L à carburateur (Rover 100 1.4 SL).
- GS (5 portes seulement) : modèle "luxe", disponible uniquement avec boîte manuelle à 5 rapports et moteur 1,4 L à carburateur (Rover 100 1.4 GS).

### Version spécifiques

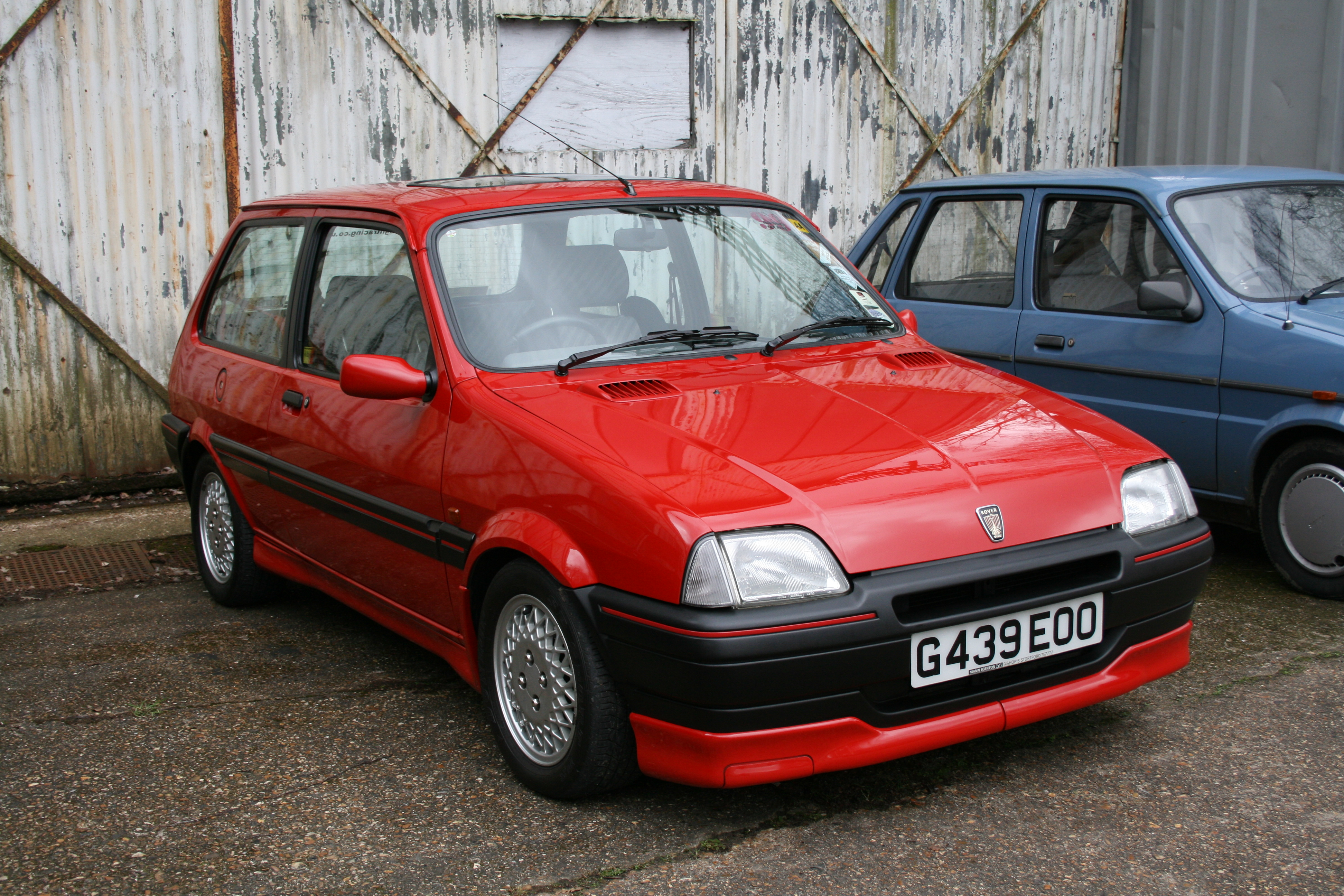
Rover 114 GTi 16v.

#### Rover 100 GTi
La 100 GTi nommée 114 GTi 16v recevra un moteur quatre cylindres d'1,4 L développant 95 ch (injection monopoint) et 103 ch (injection multipoint) associé à une boîte manuelle à cinq rapports. Elle était disponible en version 3 portes seulement.

#### Rover 100 GTi Rallye
La 114 GTi 16v a également été modifié pour faire de la compétition notamment en rallye. Elle faisait partie du Groupe B FIA et remplace la MG Metro 6R4.

### Les séries spéciales
Relativement peu équipée d'options, la Rover 100 recevra tout au long de sa carrière de nombreuses séries spéciales pour conserver sa clientèle.

#### GTi 16v Special Edition
Cette version sportive haut de gamme est basée sur la 114 GTi 16v. Elle reçoit un bon niveau d'équipement mais se distingue surtout par son moteur doté d'une injection multipoint qui lui donne 103 ch (au lieu de 95 ch pour la version monopoint de la GTI 16v normale). Produites et commercialisées en 1991 au Royaume-Uni uniquement en version trois portes.
- Équipements extérieurs supplémentaires :
  - Peinture nacré rouge « Nightfire » + Jantes en alliage 13 pouces à sept branches avec pneus 185/55 + Spoiler et becquet noir encadrant la lunette arrière, jupes de bas de caisse + Coquilles de rétroviseurs couleur carrosserie + Adhésif rouge sur boucliers et baguettes latérales.
- Équipements intérieurs supplémentaires :
  - Sièges sport avec sellerie spécifique cuir/tissu et siège conducteur avec réglage des lombaires + Banquette arrière 60/40 + Ceintures de sécurité rouges + Volant sport + Console centrale + Radio-cassette Type R682 stéréo FM RDS avec 4 haut-parleurs + Glaces avant électriques + Fermeture des portes centralisée.

#### 111 L Wesley
Apparue peu après le lancement du modèle, cette série limitée apporte quelque options à la finition L de la gamme normale. Elle est commercialisée en décembre 1992 uniquement en version trois ou cinq portes.
- Équipements extérieurs supplémentaires :
  - Bandes décoratives latérales avec filet rouge + Enjoliveurs à cinq branches (idem finition L de série) + Toit ouvrant entrebâillant en verre + Logos Wesley sur hayon et ailes arrière.
- Équipements intérieurs supplémentaires :
  - Sellerie en tissu Pastels (idem finition L de série) + Vitres avant électriques + Radio-cassette et radio-téléphone Bosch disponibles en option avec 4 haut-parleurs.

#### 114 GTa
Cette série limitée à tendance sportive s'inspirait de la version spécifiques 114 GTi 16v, mais avec un tarif plus accessible. Elle était disponible en trois portes uniquement. L'ensemble moteur-boîte provient de la 114 GTi 16v, mais dans une version légèrement moins puissante (voir motorisations).
- Équipements extérieurs supplémentaires :
  - Pare-chocs et baguettes de protection larges de couleur noire, avec un jonc rouge + Enjoliveurs intégraux type turbine spécifiques ou jantes en acier 13 pouces avec pneus 185/55 + Suspension sport avec barre anti-roulis avant + Becquet arrière + Prises d'air couleur carrosserie sur le capot + Essuie-glace arrière + Rétroviseurs extérieurs réglables de l'intérieur + Logo 114 GTa sur hayon de coffre.
- Équipements intérieurs supplémentaires :
  - Sellerie spécifique en tissu « Fireworks » avec médaillons de portes assortis + Console centrale + Compte-tours et montre numérique + Volant sport + Condamnation des portes centralisée + Alarme oubli feux + Essuie-glace à intermittence variable + Banquette arrière 60/40 + Rétroviseur intérieur jour/nuit + Vide-poches dans les portes avant + Boîte à gants avec couvercle + Pré-équipement radio-cassette et radio-téléphone Bosch disponibles en option avec quatre haut-parleurs.

#### 111 et 114 Caribbean
Série limitée basique, mais bénéficiant d'un tarif intéressant, elle est remplacée par la Red Note/Blue Jazz. Elle est commercialisée de juillet 1993 à janvier 1994 (soit sept mois) en version trois ou cinq portes.
- Équipements extérieurs supplémentaires :
  - Peinture métallisé bleu « Caribbean Blue » + Coquilles de rétroviseurs couleur carrosserie et réglables de l'intérieur + Pare-chocs anthracite + Enjoliveurs intégraux + Vitres teintées + Essuie-glace arrière + Baguettes latérales de protection + Logo sur hayon de coffre.
- Équipements intérieurs supplémentaires :
  - Sellerie tissu « Spira » vert/noir + Banquette arrière rabattable + Pré-équipement radio.

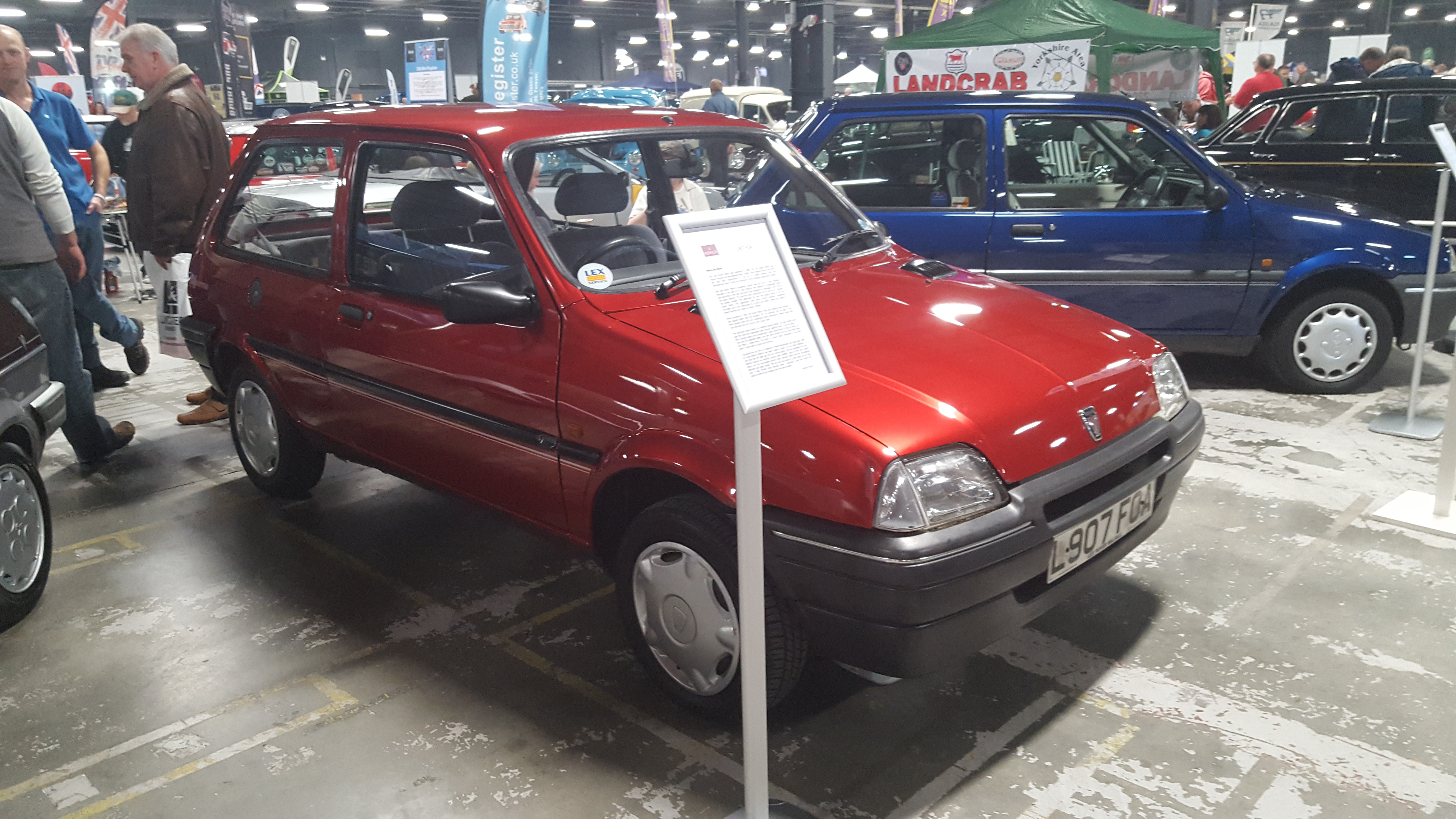
Une Rover 111 avec la peinture « Nightfire ».

#### 111 et 114 Red Note/Blue Jazz
Cette version remplace la Caribbean, mais avec un équipement plus soigné, elle est remplacée par la Sudbury. Elle est commercialisée de janvier à août 1994 (soit huit mois) en version trois portes uniquement.
- Équipements extérieurs supplémentaires :
  - Peinture métallisé rouge « Nightfire » ou bleu « Caribbean Blue » + Pare-chocs et coquilles de rétroviseurs couleur carrosserie et réglables de l'intérieur + Enjoliveurs intégraux + Essuie-glace arrière + Baguettes latérales de protection + Logo sur hayon de coffre.
- Équipements intérieurs supplémentaires :
  - Vitres électrique + Banquette arrière rabattable + Autoradio-cassette.

#### 111 et 114 Sudbury
Cette version remplace la Red Note/Blue Jazz, mais avec un équipement quasi identique, elle ne sera pas remplacée. Elle est commercialisée de juillet 1994 à janvier 1995 (soit sept mois) en version trois portes uniquement.
- Équipements extérieurs supplémentaires :
  - Peinture métallisé bleu « Arizona Blue » ou vert « British Racing Green » + Pare-chocs et coquilles de rétroviseurs couleur carrosserie et réglables de l'intérieur + Enjoliveurs intégraux + Essuie-glace arrière + Baguettes latérales de protection + Logo sur hayon de coffre + Toit ouvrant inclinable.
- Équipements intérieurs supplémentaires :
  - Vitres électrique + Banquette arrière rabattable + Pré-équipement radio.

#### Brighton
Apparue peu après le léger restylage de janvier 1995, cette série limitée n'apporte qu'un autoradio-cassette avec façade amovible. Elle est très proche des Rover ayant la finition S de la gamme normale et est disponible en deux motorisations (111 i et 114 D) en version trois ou cinq portes. Elle est sortie en novembre 1995 à seulement à 300 exemplaires.

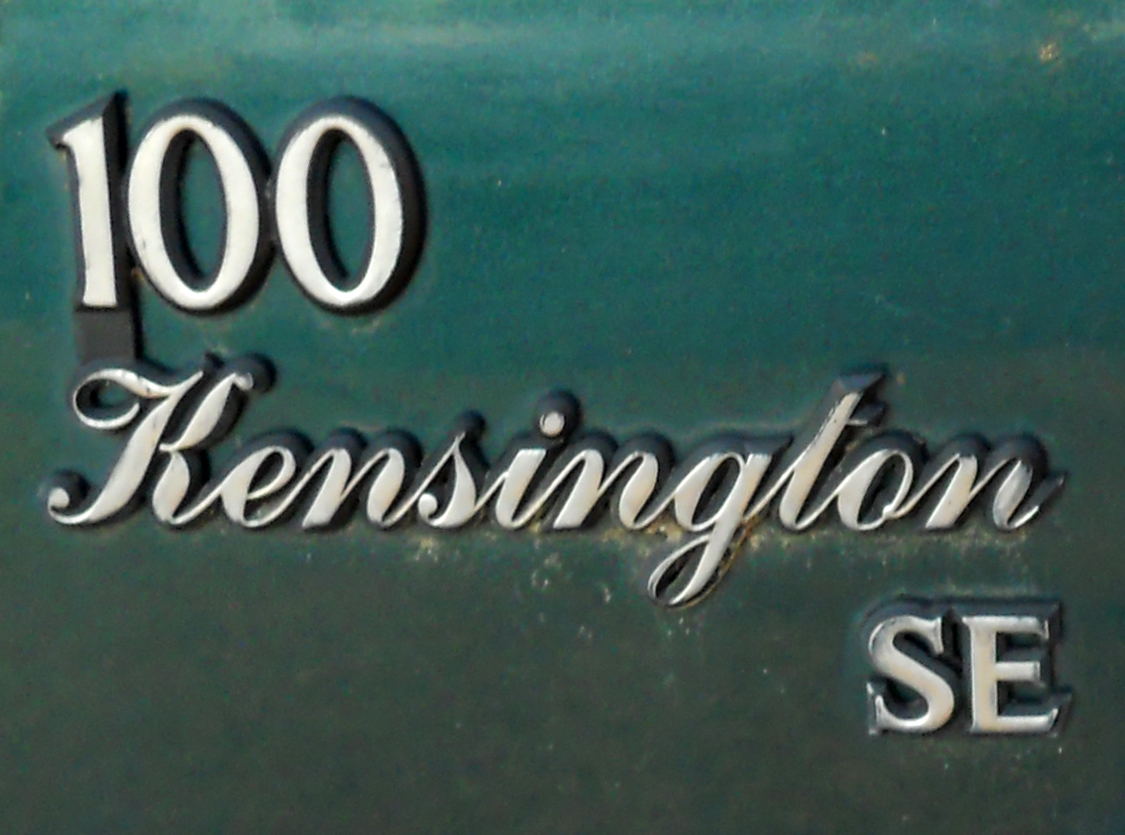
Logo Kensington.

#### Kensington et Chelsea
À partir de 1997, la gamme est très simplifiée puisqu'elle ne comprend plus qu'un seul modèle : la finition Kensington. Une seule motorisation (la 111 i), disponible uniquement en trois portes puis cinq à partir d'août 1997 finition Chelsea, mais l'équipement est complet et le tarif imbattable. Moins d'un an plus tard, en juin 1998, la Rover 100 ne sera plus produite. Sa principale concurrente était la Peugeot 106 Kid,.
- Équipements extérieurs supplémentaires :
  - Pare-chocs couleur carrosserie + Baguettes latérales de protection + Essuie-glace arrière + Rétroviseurs extérieurs réglables de l'intérieur + Vitres teintées + Jantes acier 13 pouces avec enjoliveurs intégraux spécifiques et pneus 155/65 + Logo Kensington ou Chelsea sur hayon de coffre. La peinture métallisée était une option.
- Équipements intérieurs supplémentaires :
  - Sellerie spécifique tissu « Glacier » avec panneaux de portes assortis + Vitres électriques + Alarme oubli feux + Éclairage de la boîte à gants + Allume-cigare + Pré-équipement radio + Montre numérique + Miroir de courtoisie côté passager + Console centrale avec rangement cassettes + Banquette arrière rabattable (une seule partie). L'airbag conducteur était une option. Des inserts en bois sur tableau de bord étaient installés sur la finition Chelsea.

## Caractéristiques

### Dimensions
|                             | Rover 100 - Rover Metro 3/5 portes et cabriolet |
| --------------------------- | ----------------------------------------------- |
| Longueur                    | 3 530 mm                                        |
| Largeur (sans rétroviseurs) | 1 560 mm                                        |
| Hauteur                     | 1 380 mm                                        |
| Empattement                 | 2 269 mm                                        |
| Masse à vide*               | 795 à 875 kg                                    |
| P.T.A.C.                    |                                                 |
| Coffre                      | 123 l                                           |
| Rayon de braquage           |                                                 |
| Réservoir                   | 35 l                                            |

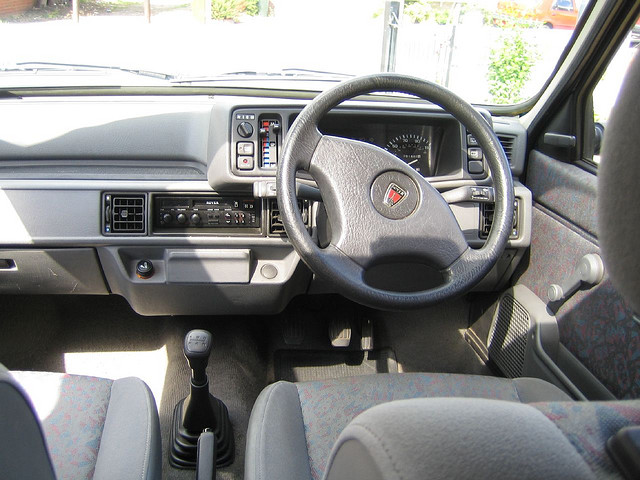
Vue intérieur avec conduite à droite.

* = variable selon moteurs et boîtes de vitesses.

### Chaîne cinématique

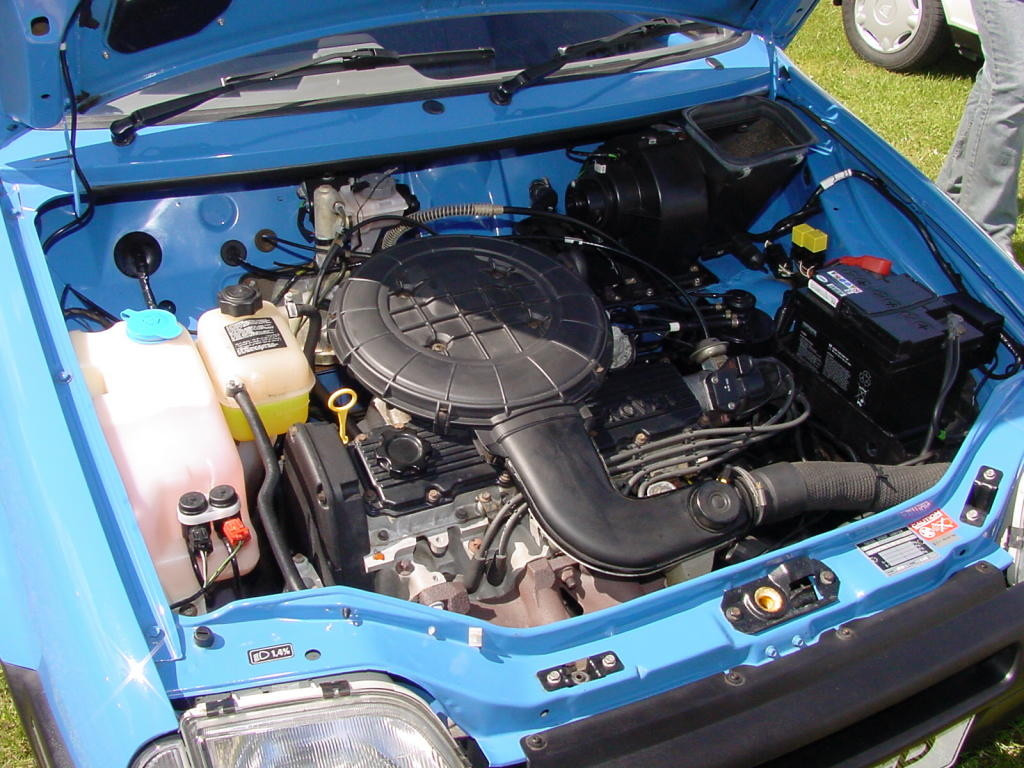
Moteur Rover K-Series de la 111.

#### Moteurs
- Du côté des moteurs essence : 
  - le Rover Série-K quatre cylindres en ligne à carburateur simple corps de 1,1 litre développant 60 ch. Disponible sur les 111 berlines.
  - le Rover Série-K quatre cylindres en ligne atmosphérique à injection de 1,1 litre développant 60 ch. Disponible sur les 111 berlines et la 111 cabriolet.
  - le Rover Série-K quatre cylindres en ligne à carburateur de 1,4 litre développant 75 ch. Disponible sur la 114 de 1991.
  - le Rover Série-K quatre cylindres en ligne atmosphérique à injection de 1,4 litre développant 75 ch. Disponible sur les 114 de 1993 manuelle et automatique.
  - le Rover Série-K quatre cylindres en ligne atmosphérique 16 soupapes double arbre à cames à injection de 1,4 litre développant 95 et 103 ch. Disponible sur les 114 GTi 16v.
- Du côté des moteurs diesel : 
  - le Peugeot TUD3 / K9A quatre cylindres en ligne à injection indirecte de 1,4 litre développant 52 ch. Disponible sur la 114 D.
  - le Peugeot TUD5 quatre cylindres en ligne à injection indirecte de 1,5 litre développant 58 ch. Disponible sur la 115 D.

Tous les moteurs d'avant 1993 n'ont pas de norme de pollution ; ceux après juillet 1993 sont conformes à la norme Euro 1 et ceux d'après juillet 1996 à la norme Euro 2.
| Modèle                             | Construction | Moteur + Nom                         | Cylindrée         | Performance                     | Couple                 | 0 à 100 km/h | Vitesse maxi | Consommation + CO2    |
| 111 (boite manuelle 4 ou 5)        | 1991 - 1993  | 4 cylindres en ligne Rover Série-K 8 | 1 120 cm3 (1,1 l) | 44 kW (60 ch) à 6 000 tr/min    | 92 N m à 3 500 tr/min  | 16,4 s       | 155 km/h     | 6,6 l/100 km ... g/km |
| 111 i (boite manuelle 4 ou 5)      | 1993 - 1998  | 4 cylindres en ligne Rover Série-K   | 1 120 cm3 (1,1 l) | 44 kW (60 ch) à 5 900 tr/min    | 92 N m à 3 500 tr/min  | 15,7 s       | 158 km/h     | 6,7 l/100 km .        |
| 111 i cabriolet (boite manuelle 5) | 1994 - 1997  | 4 cylindres en ligne Rover Série-K   | 1 120 cm3 (1,1 l) | 44 kW (60 ch) à 5 900 tr/min    | 92 N m à 3 500 tr/min  |              | 152 km/h     |                       |
| 114 (boite manuelle 5)             | 1991 - 1993  | 4 cylindres en ligne Rover Série-K   | 1 396 cm3 (1,4 l) | 55 kW (75 ch) à 5 700 tr/min    | 119 N m à 3 500 tr/min | 12,5 s       | 168 km/h     | 7,1 l/100 km .        |
| 114 i (boite manuelle 5)           | 1993 - 1998  | 4 cylindres en ligne Rover Série-K   | 1 396 cm3 (1,4 l) | 55 kW (75 ch) à 5 500 tr/min    | 119 N m à 3 500 tr/min |              |              |                       |
| 114 i (boite automatique 5)        | 1993 - 1997  | 4 cylindres en ligne Rover Série-K   | 1 396 cm3 (1,4 l) | 55 kW (75 ch) à 5 500 tr/min    | 119 N m à 3 500 tr/min | 11,9 s       | 163 km/h     | 6,9 l/100 km .        |
| 114 GTa (boite manuelle 5)         | 1993         | 4 cylindres en ligne Rover Série-K   | 1 396 cm3 (1,4 l) | 66 kW (90 ch) à 6 250 tr/min    |                        |              | 180 km/h     |                       |
| 114 GTi 16v (boite manuelle 5)     | 1991 - 1992  | 4 cylindres en ligne Rover Série-K   | 1 396 cm3 (1,4 l) | 70 kW (95 ch) à 6 250 tr/min    | 126 N m à 4 000 tr/min | 9,8 s        | 177 km/h     |                       |
| 114 GTi 16v (boite manuelle 5)     | 1993 - 1995  | 4 cylindres en ligne Rover Série-K   | 1 396 cm3 (1,4 l) | 75,7 kW (103 ch) à 6 000 tr/min | 129 N m à 5 000 tr/min | 9,9 s        | 187 km/h     | 5,3 l/100 km .        |

| Modèle                   | Construction | Moteur + Nom                            | Cylindrée         | Performance                    | Couple                | 0 à 100 km/h | Vitesse maxi | Consommation + CO2    |
| 114 D (boite manuelle 5) | 1991 - 1993  | 4 cylindres en ligne Peugeot TUD3 / K9A | 1 360 cm3 (1,4 l) | 38 kW (52 ch) à 5 000 tr/min   | 86 N m à 2 500 tr/min | 19,5 s       | 144 km/h     | 5,3 l/100 km ... g/km |
| 115 D (boite manuelle 5) | 1995 - 1997  | 4 cylindres en ligne Peugeot TUD5       | 1 527 cm3 (1,5 l) | 42,6 kW (58 ch) à 5 000 tr/min | 97 N m à 2 250 tr/min | 16,5 s       | 155 km/h     | 5,1 l/100 km .        |

#### Boites de vitesses
La Rover 100 sera équipée d'une boite de vitesses manuelle à quatre ou cinq rapports, ou automatique à cinq rapports de type CVT.

### Mécanique

#### Suspension
La Rover 100 est équipée d'un système de suspension spécifique : le système « Hydragas ». Il est constitué de quatre unités pneumatiques appelées sphères. Chaque sphère a un diaphragme en caoutchouc séparant de l'azote d'un composant liquide. L'azote fait office de ressort comme dans le cas d'un amortisseur de suspension basique. Le liquide, quant à lui, circulant au travers de tubes reliant les sphères avant et arrière, fournit un effet d'atténuation et d'équilibrage[réf. nécessaire].

## Désastre de l'Euro NCAP

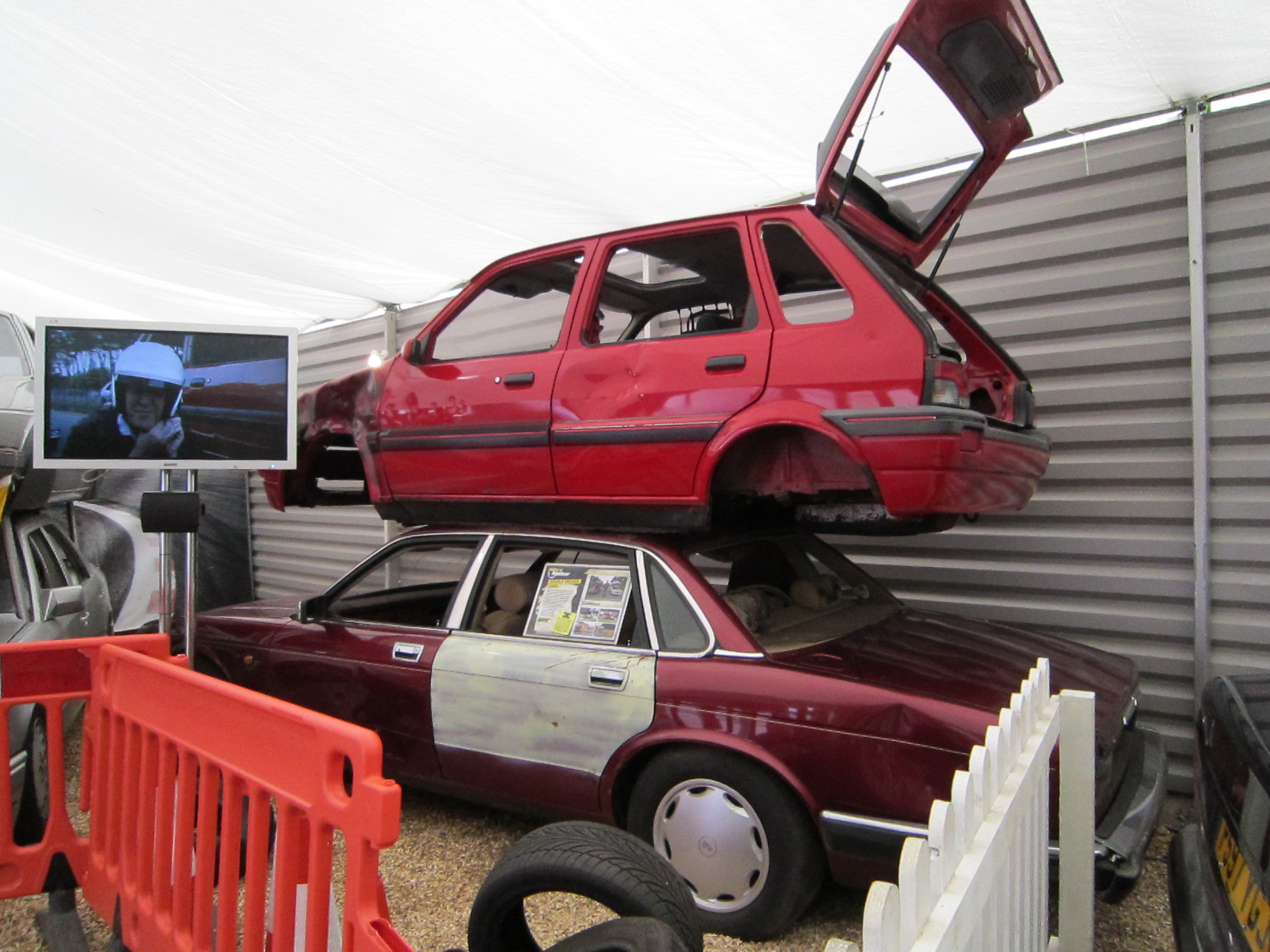
Une Rover 100 utilisée dans l'émission Top Gear.

En 1997, la Rover 100 n'obtient qu'une seule étoile à l'épreuve des crash tests à l'Euro NCAP. Bien que recevant un airbag conducteur, elle ne peut cacher sa conception datée. Le compte rendu est explicite :

« Général

La Rover 100 n'obtient qu'une étoile, le pire score jamais obtenu par une voiture par l'Euro NCAP, mais avec quelques modifications mineures, elle aurait pu prétendre a une deuxième étoile. Le choc frontal est aussi dangereux que le choc latéral. Le choc contre les piétons est meilleur, même s'il est loin d'être parfait…
Choc frontal

La Rover 100 souffre d'une déformation excessive de la cellule de survie lors du choc frontal : après le test, on est obligé d'ouvrir la porte conducteur avec des outils spéciaux. Le volant se déplace de 312 mm. Beaucoup trop, ce qui provoque un risque très élevé de graves blessures au niveau de la tête et de la poitrine, même avec un coussin gonflable de sécurité. Il y a une trop grande intrusion des pédales (312 mm). Par contre, le passager est bien protégé.
Choc latéral

La protection de la tête est bonne. Le bassin n'est pas le plus exposé : les côtes sont fortement enfoncées, ce qui compromet énormément la protection de la poitrine, et la protection de l'abdomen est donc aussi très mauvaise. »

La Rover 100 a conservé son titre peu convoité de « voiture la moins sûre jamais testée » aux tests Euro NCAP pendant 20 ans. Seule la 3ème génération de Punto du constructeur italien Fiat a fait pire.